# Past Masters
| 전문가 평가           | 전문가 평가       |
| 평가 점수             | 평가 점수         |
| 출처                  | 점수              |
| --------------------- | ----------------- |
| 올뮤직                | Volume One        |
| 올뮤직                | Volume Two        |
| 올뮤직                | Volumes One & Two |
| BBC                   | (favourable)      |
| 컨서퀸스 오브 사운드  | [ 5 ]             |
| 《데일리 텔레그래프》 | [ 6 ]             |
| 원 서티 BPM           | 100%              |
| 피치포크              | 9.2/10.0          |

《Past Masters》는 비틀즈의 해산 후 발표된 컴필레이션 음반 세트이다. 《Past Masters》의 본래의 목적은 비틀즈 앨범의 CD 화가 끝난 후에 남은 미수록 싱글 등을 CD화 하기 위해 두 장의 앨범에 수록하고자 한 것으로 정규 앨범들과 동등한 취급을 받는 경우가 많다.

본래 《Past Masters》는 《Past Masters Volume One》과 《Past Masters Volume Two》의 각각의 앨범으로서 1988년 3월 7일 동시 발매되었다. 그 후 《Past Masters Volume One & Past Masters Volume Two》, 또는 《Past Masters》라는 제목의 합본 2LP 세트로서 1988년 10월 24일 미국, 1988년 11월 10일 영국에서 다시 발매되었다. 2009년 9월 9일에는 처음으로 디지털 리마스터링이 되어 《Past Masters Volume One》과 《Past Masters Volume Two》의 합본 2CD 세트로서 《Past Masters》라는 제목으로 다시 전 세계 동시 발매되었다. 
| 전문가 평가           | 전문가 평가       |
| 평가 점수             | 평가 점수         |
| 출처                  | 점수              |
| --------------------- | ----------------- |
| 올뮤직                | Volume One        |
| 올뮤직                | Volume Two        |
| 올뮤직                | Volumes One & Two |
| BBC                   | (favourable)      |
| 컨서퀸스 오브 사운드  | [ 5 ]             |
| 《데일리 텔레그래프》 | [ 6 ]             |
| 원 서티 BPM           | 100%              |
| 피치포크              | 9.2/10.0          |

## 발매 과정
《Past Masters》는 비틀즈의 전 곡을 CD에 싣기 위한 프로젝트의 일환으로 제작되었다. 1987년 EMI사는 CD 시대의 도래에 발맞춰 비틀즈의 정규 앨범들을 CD로 재발매 하기로 결정한다. 그러나 정규 앨범만을 재발매할 경우 싱글 수록곡 중 상당수는 누락되는 문제가 생기는 관계로 정규 앨범에 실리지 않은 싱글 수록곡들과 EP 수록곡 등 다른 형태로 발표된 곡들을 모아 앨범을 재발매 하게 되는데, 이 앨범이 바로 《Past Masters》이다. 비틀즈 역사학자 마크 루이손은, 히트곡과 희귀곡이 수록된 이 음반 세트에 비틀즈의 12개 영국 음반 및 미국 LP 발매반 《Magical Mystery Tour》에서 볼 수 없었던 밴드의 출시곡이 모두 포함되어 있다고 발표했다.
《Past Masters》에는 정규 앨범에 수록되어 있는 곡들도 존재한다. 이는 싱글 수록 버전들이나 자선 앨범 수록 버전이 다른 형태로 정규 앨범에 수록됐었기 때문인데, 《Please Please Me》 앨범에 수록된 〈Love Me Do〉와 《Let It Be》 앨범에 실린 세 곡 〈Get Back〉, 〈Let It Be〉, 〈Across the Universe〉, 이 네 곡이 이에 해당된다. 〈Love Me Do〉의 경우 《Please Please Me》 앨범에서는 앤디 화이트라는 대타 드러머가 1962년 9월 11일 연주한 버전이 사용된 반면, 싱글에서는 링고 스타가 1962년 9월 4일 연주한 버전이 사용됐다. 따라서 싱글 버전과 앨범 버전 두 가지 버전이 공존하게 됐다. 〈Get Back〉, 〈Let It Be〉의 경우, 먼저 싱글로 발표되었지만, 훗날 필 스펙터의 수정을 거쳐 《Let It Be》 앨범에 수록됨으로써 싱글 버전과 앨범 버전 두 가지 버전이 공존하게 됐다. 〈Across the Universe〉의 경우에는 여러 아티스트들이 참여한 1969년 자선 앨범 《No One's Gonna Change Our World》에 수록되면서 세계 야생 생물 기금 버전으로 발매되었지만, 훗날 필 스펙터의 수정을 거쳐  《Let It Be》 앨범에 수록됐다.
1964년 독일에서 싱글로 발매된 2곡(〈Komm, Gib Mir Deine Hand〉, 〈Sie Liebt Dich〉)도 영어 버전과 별개로 이 앨범에 포함되어 있다. 이 곡들은 영어보다는 독일어로 불러야 독일 내에서 더 인기가 있을 것이라는 독일 레코드사의 주장에 따라서 독일어로 불러졌다.

## 곡 목록
| 본래 1962년에서 1965년 사이에 발매되었다: - 영국 싱글들로부터의 11 트랙 (B-사이드 포함) - 독일 싱글 "Komm, Gib Mir Deine Hand" / "Sie Liebt Dich"로부터의 양 트랙 - EP "Long Tall Sally"로부터의 4 트랙 - 미국 발매반 "Beatles VI"로부터의 트랙 "Bad Boy" |                                       |                              |                      |      |                                                    |
| # | 제목                                  | 작사 · 작곡                  | 리드 보컬            | 길이 | 비고                                               |
| 1 | Love Me Do                            | 레논-매카트니                | 매카트니-레논        | 2:24 | 1962년 9월 4일 녹음된 싱글 버전                    |
| 2 | From Me to You                        | 레논-매카트니                | 레논-매카트니        | 1:58 |                                                    |
| 3 | Thank You Girl                        | 레논-매카트니                | 레논                 | 2:04 |                                                    |
| 4 | She Loves You                         | 레논-매카트니                | 레논-매카트니        | 2:21 |                                                    |
| 5 | I'll Get You                          | 레논-매카트니                | 레논                 | 2:06 |                                                    |
| 6 | I Want to Hold Your Hand              | 레논-매카트니                | 레논-매카트니        | 2:27 |                                                    |
| 7 | This Boy                              | 레논-매카트니                | 레논-매카트니-해리슨 | 2:16 |                                                    |
| 8 | Komm, gib mir deine Hand              | 레논-매카트니, 니콜라스-헬머 | 레논-매카트니        | 2:27 | 1964년 독일 싱글로부터의 트랙                      |
| 9 | Sie liebt dich                        | 레논-매카트니                | 레논-매카트니        | 2:20 | 1964년 독일 싱글로부터의 트랙                      |
| 10 | Long Tall Sally                       | 존슨-블랙웰-페니먼           | 매카트니             | 2:03 | EP "Long Tall Sally"로부터의 트랙                  |
| 11 | I Call Your Name                      | 레논-매카트니                | 레논                 | 2:09 | EP "Long Tall Sally"로부터의 트랙                  |
| 12 | Slow Down                             | 윌리암스                     | 레논                 | 2:56 | EP "Long Tall Sally"로부터의 트랙                  |
| 13 | Matchbox                              | 퍼킨스                       | 스타                 | 1:59 | EP "Long Tall Sally"로부터의 트랙                  |
| 14 | I Feel Fine                           | 레논-매카트니                | 레논                 | 2:20 |                                                    |
| 15 | She's a Woman                         | 레논-매카트니                | 매카트니             | 3:03 |                                                    |
| 16 | Bad Boy                               | 레논-매카트니                | 레논                 | 2:21 | 미국 발매반 "Beatles VI"로부터의 트랙              |
| 17 | Yes It Is                             | 레논-매카트니                | 레논-매카트니-해리슨 | 2:43 |                                                    |
| 18 | I’m Down                              | 레논-매카트니                | 매카트니             | 2:32 |                                                    |
| 본래 1965년에서 1970년 사이에 발매되었다: - 영국 싱글들로부터의 14 트랙 (B-사이드 포함) - 자선 앨범 《No One's Gonna Change Our World》로부터의 세계 야생 생물 기금 버전                                                                                  |                                       |                              |                      |      |                                                    |
| # | 제목                                  | 작사 · 작곡                  | 리드 보컬            | 길이 | 비고                                               |
| 1 | Day Tripper                           | 레논-매카트니                | 레논-매카트니        | 2:50 |                                                    |
| 2 | We Can Work It Out                    | 레논-매카트니                | 매카트니             | 2:16 |                                                    |
| 3 | Paperback Writer                      | 레논-매카트니                | 매카트니             | 2:19 |                                                    |
| 4 | Rain                                  | 레논-매카트니                | 레논                 | 3:02 |                                                    |
| 5 | Lady Madonna                          | 레논-매카트니                | 매카트니             | 2:18 |                                                    |
| 6 | The Inner Light                       | 해리슨                       | 해리슨               | 2:37 |                                                    |
| 7 | Hey Jude                              | 레논-매카트니                | 매카트니             | 7:08 |                                                    |
| 8 | Revolution                            | 레논-매카트니                | 레논                 | 3:25 |                                                    |
| 9 | Get Back                              | 레논-매카트니                | 매카트니             | 3:15 | 싱글 버전                                          |
| 10 | Don't Let Me Down                     | 레논-매카트니                | 레논                 | 3:35 |                                                    |
| 11 | The Ballad of John and Yoko           | 레논-매카트니                | 레논                 | 3:00 |                                                    |
| 12 | Old Brown Shoe                        | 해리슨                       | 해리슨               | 3:18 |                                                    |
| 13 | Across the Universe                   | 레논-매카트니                | 레논                 | 3:44 | 자선 앨범 《No One's Gonna Change Our World》 버전 |
| 14 | Let It Be                             | 레논-매카트니                | 매카트니             | 3:51 | 싱글 버전                                          |
| 15 | You Know My Name (Look Up the Number) | 레논-매카트니                | 레논-매카트니        | 4:19 |                                                    |